# Universidade Nacional de San Juan
A Universidade Nacional de San Juan (Universidad Nacional de San Juan, UNSJ) é uma  universidade pública argentina. Esta sediada na cidade de San Juan, capital da província do mesmo nome, região de Cuyo.
Foi fundada pela lei 20.367 de 10 de maio de 1973, como parte de um  programa de reorganização da educação superior que levaria a fundação das universidades de  Jujuy, La Pampa, Lomas de Zamora, Entre Ríos, Luján, Misiones, Salta, Catamarca, San Luis e Santiago del Estero.
Se organizou a partir da divisão da  Universidade Nacional de Cuyo, da qual herdou a Faculdade de Engenharia, Ciências Exatas e Naturais, existente em San Juan ( Província de San Juan) desde 1947, absorvendo também o  Instituto Nacional do Professorado Secundário de San Juan e a  Universidade Provincial Domingo Faustino Sarmiento.
Atualmente apresenta aproximadamente 20.000 alunos em suas cinco faculdades.